# Pedro Zarandona Antón
Pedro Zarandona Antón (Castro Urdiales, Cantabria, 12 de agosto de 1922 - Madrid, 21 de mayo de 2009) fue un militar y economista español. Capitán de corbeta y primer presidente del Patronato de Torreciudad.

## Biografía
Nació en la localidad cántabra de Castro Urdiales en 1922. Era el menor de doce hermanos. Tras ingresar en la Escuela Naval Militar (1941), se le diagnóstico tuberculosis (1944). Durante su convalencia, dos de sus hermanas, que eran clarisas del monasterio de Cantalapiedra (Salamanca), le aconsejaron que leyera el libro Camino, de Josemaría Escrivá. Tiempo después se entrevistó con el autor del libro (1 de diciembre de 1945). Ya casi restablecido de su enfermedad, comenzó a frecuentar los medios de formación cristiana impartidos en el Colegio Mayor Moncloa (octubre de 1946). Se reincorporó a la Escuela Naval (enero de 1947) para completar sus estudios. Tras ascender a alférez de navío (junio de 1947) fue destinado a la Jurisdicción Central de la Marina (Madrid), donde retomó el contacto con el Opus Dei.
En 1948 solicitó su admisión en el Opus Dei, siendo uno de los primeros supernumerarios. Poco después comenzó la licenciatura en Economía, en la Universidad Central de Madrid. Con ocasión de una peregrinación militar a Roma, volvió a entrevistarse con Escrivá. Poco después pidió su admisión como agregado, y al año siguiente pasó a ser numerario.
Tras ascender a capitán de corbeta (1962) solicitó el pase a la reserva de la Marina, para dedicarse a labores del Opus Dei. Se trasladó a Sevilla, donde formó parte del Consejo de la Delegación del Opus Dei en la capital andaluza (1962-1964); de regreso a Madrid, trabajó en la Comisión Regional del Opus Dei en España, como oficial (1964-1966) y después como administrador (1966-1976). 
Tiempo después, se estableció en Torreciudad (1976-1992), donde se hizo cargo de la presidencia de su patronato, ocupándose del sostenimiento económico, de la difusión del santuario, y la promoción de obras sociales y educativas en la zona.
Regresó a Madrid (1992), donde se ocupó de promover la Fundación Ana María de la Lama y Salvarrey, que proporcionó becas de estudio a jóvenes cántabros. Falleció en la capital de España, a los 87 años, el 21 de mayo de 2009.